# 白楊トンネル
白楊トンネル（ペギャン・トンネル、朝鮮語：백양터널）は、大韓民国釜山広域市釜山鎮区堂甘洞と沙上区毛羅洞を結ぶ有料トンネル。釜山第三都市高速道路の一部。釜山広域市内の有料道路の中で唯一二輪車が通行可能。

## 歴史
- 1993年7月29日：トンネル建設開始。
- 1998年1月8日：竣工
- 2000年1月10日：通行料徴収を開始
- 2015年9月1日：通行料引き上げ[2]。

## 二輪車通行と課題
このトンネルがある釜山第三都市高速道路は自動車専用道路なので、白楊トンネルも自動車専用道路と考える傾向が強いが、このトンネルは二輪車通行が可能である。これは、2007年3月21日に釜山第三都市高速道路を自動車専用道路として指定する時に、このトンネルを含む堂甘洞開元初等学校前から毛羅3洞モサン初等学校前の2.34kmが除外されたからである。
この区間が除外されたのは、近所の毛羅洞と堂甘洞の住民の二輪車通行許可要求を釜山広域市が受け入れたからである。
しかし、トンネル内で二輪車の交通事故が頻発しているため、問題となっている。

## 通行料
2015年9月1日に通行料が引き上げられた。
| 区分     | 通行料（単位:ウォン） | 通行料（単位:ウォン） |
| 区分     | 2015年8月31日まで     | 2015年9月1日から      |
| -------- | --------------------- | --------------------- |
| 軽自動車 | 400                   | 500                   |
| 小型車   | 800                   | 900                   |
| 中型車   | 1,100                 | 1,400                 |
| 大型車   | 1,100                 | 1,400                 |

白楊トンネル料金所ではハイパスを導入しているので、韓国道路公社のハイパスカードを利用することができる。